# Генрі Мюррей
Генрі Александер Мюррей (англ. Henry Alexander Murray, 13 травня 1893 Нью-Йорк, США — 23 червень 1988, Кембридж, Массачусетс, США) — американський психолог, відомий перш за все як автор (спільно з Крістіаною Драммонд Морган) Тематичного апперцептивного тесту (ТАТ).
Професійною спеціалізацією Генрі Мюррея були взаємодія диспозіціонних і ситуаційних детермінант поведінки, мотивація, особистість, відбір персоналу.

## Біографія
Генрі Мюррей народився 13 травня 1893 року в Нью-Йорку в заможній родині, де крім нього виховувалася старша дочка і молодший син. У 1915 році Мюррей закінчив Гарвардський університет, отримавши ступінь бакалавра, а потім продовжив навчання в Колумбійському університеті, де в 1919 році отримав ступінь магістра, а в 1920 році доктора медицини. У 1927 році Мюррей захистив докторську дисертацію з біохімії в Кембриджському університеті. Генрі Мюррей займався викладацькою діяльністю в Гарвардському університеті. З 1920 по 1922 рік працював лікарем. З 1927 року проявляє інтерес до психології. Мюррей співпрацює з Гарвардської психологічної клінікою (англ. Harvard Psychological Clinic). Він займається розробкою концепції людських потреб: латентних (прихованих), явних (притаманні у вчинках людей), та ін. Мюррей сформулював поняття «тиск» (англ. Press) і «тема» (англ. Thema), які пізніше були використані ним при роботі над тематичний апперцептивний тест.Під час Другої світової війни він покинув Гарвард і вступив на військову службу в Управління стратегічних служб. У 1943 році Мюррей підготував спеціальну доповідь для УСС — Аналіз особистості Адольфа Гітлера. Ця доповідь поклав початок новому методу в психології: складання психологічного портрета злочинця (Offender profiling), який широко застосовується в сучасному правосудді, а також політиці і дипломатії.
Після закінчення військової служби, Мюррей повернувся до Гарвардського університету в 1947 році. На базі університету він заснував психологічну клініку Annex, продовжував викладати. Був нагороджений премією за видатні досягнення в науці, що присуджується Американською психологічною асоціацією, а також Золотою медаллю за заслуги Американського психологічного фонду.
Мюррей помер у віці 95 років від пневмонії.